# Rivkah op het Veld
Rivkah op het Veld (Naarden, 21 oktober 1990) is een Nederlands sportpresentatrice bij NOS Studio Sport.

## Biografie
Op het Veld begon in 2008 als bediener van de autocue bij de sportafdeling van de NOS. Hierna heeft ze ook periodes gewerkt als redactie- en regieassistente. In 2010 heeft Op het Veld enige tijd gewerkt als verslaggever voor NOS Headlines.
Na het vertrek van Aïcha Marghadi als presentator werd ze samen met Sjoerd van Ramshorst geselecteerd om uitzendingen van het Sportjournaal te gaan presenteren. Nadat zij eerst alleen het sportblok in het NOS Journaal van 13.00 presenteerde mocht zij ook de presentatie van normale Studio Sport uitzendingen en live-uitzendingen van grote evenementen zoals de Ronde van Frankrijk, Roland Garros en Olympische Zomerspelen 2016 op zich nemen. In 2014 was Op het Veld een van de presentatoren van het ochtendprogramma van de Olympische Winterspelen en presenteerde ze tijdens het WK Voetbal samen met de collega's van het NOS Journaal het programma NOS Zomerochtend. Sinds maart 2025 is ze ook een van de presentatoren van NOS Langs de Lijn.

## Persoonlijk
De moeder van Op het Veld is regisseur van het NOS-journaal. Op het Veld studeerde in 2013 af voor Media en Cultuur aan de Universiteit van Amsterdam en had een relatie met de voormalig atleet Jolanda Keizer. In 2018 kreeg ze een relatie met PSV-keeper Elixabete Sarasola.